# Wolfgang Helbich (Kirchenmusiker)
Wolfgang Helbich (* 8. April 1943 in Berlin; † 8. April 2013 in Kassel) war ein deutscher Dirigent, Professor und Domkantor.

## Biografie
Wolfgang Helbich studierte Schul- und Kirchenmusik an den Musikhochschulen in Berlin und Detmold. 1969 wurde er Kantor in Alsfeld. 1971 gründete er das Alsfelder Vokalensemble, dessen künstlerischer Leiter er bis zu seinem Tode war. 1972 wechselte Helbich an die Grunewaldkirche in Berlin; mit dieser Stelle war die Leitung der Berliner Kantorei verbunden. 1976 wurde er als Nachfolger von Hans Heintze zum leitenden Kirchenmusiker und Domkantor am Bremer St.-Petri-Dom sowie zum Leiter des Bremer Domchores ernannt. Diese Tätigkeit hatte er bis zu seiner Pensionierung im Sommer 2008 inne. Sein Nachfolger wurde Tobias Gravenhorst.
Schwerpunkte von Helbichs künstlerischen Arbeit am Bremer Dom lagen in der Aufführung von Kantaten und Oratorien des 18. und 19. Jahrhunderts. Die von ihm konzipierte Idee einer Musiknacht zu Ehren eines ausgewählten Komponisten wurde zu einer jährlich wiederkehrenden festen Einrichtung. Von 1999 bis 2013 war Wolfgang Helbich außerdem künstlerischer Leiter des Musikvereins der Stadt Bielefeld, zahlreiche Konzerte vor allem in der Bielefelder Rudolf-Oetker-Halle wurden unter seiner Leitung aufgeführt.
Seit 1974 spielte Helbich mit dem Alsfelder Vokalensemble und dem Bremer Domchor zahlreiche preisgekrönte Schallplatten und CDs ein. Gastdirigate und Konzerteinladungen führten ihn durch ganz Europa, die USA sowie nach Japan und Israel. Er war Herausgeber von teils noch unveröffentlichter Chor- und Orgelliteratur. Als Professor für Chorleitung lehrte er an der Hochschule für Künste Bremen sowie (von 1995 bis 1996) im Rahmen einer Gastprofessur an der Hochschule für Musik Saar in Saarbrücken.
Nach seiner Pensionierung war Wolfgang Helbich Leiter des Bremer RathsChores, der 2008 von ehemaligen Mitgliedern des Bremer Domchors gegründet wurde. Mit dem Bremer RathsChor erarbeitet er anspruchsvolle Chorliteratur auf hohem Niveau. Die Aufführungen wurden regelmäßig von Radio Bremen und Deutschlandradio Kultur übertragen. Über viele Jahre war der ehemalige Bremer Bürgermeister Henning Scherf Vorsitzender des Freundeskreises Bremer RathsChor e. V. Neuer Leiter des Alsfelder Vokalensembles und des Bremer RathsChores wurde Jan Hübner.

## Auszeichnungen
Helbich wurde für seine Aufführung Ein deutsches Requiem von Johannes Brahms mit dem Bremer Domchor, die 1981 bei MDG als Schallplatte und später als CD veröffentlicht wurde, mit dem Preis der deutschen Schallplattenkritik ausgezeichnet.

## Diskografie (Auswahl)
- Johann Stamitz: Missa solemnis in D major for soli, choir and orchestra. cpo-Musikproduktion, Georgsmarienhütte 1998.
- Jubilate Deo. Polygram, Hamburg 1998.
- Felix Mendelssohn Bartholdy: Elias. Hilger Kespohl, Bünde 1999.
- Georg Alfred Schumann: Geistliche Musik der Spätromantik. Horst Brauner, Berlin 1999.
- Joseph von Eybler: Christmas oratorio (Die Hirten bei der Krippe zu Bethlehem). cpo-Musikproduktion, Georgsmarienhütte 1999.
- Johannes Brahms: Ein deutsches Requiem. Musikproduktion Dabringhaus & Grimm (MDG), Detmold 2002 (Preis der deutschen Schallplattenkritik).[1]
- Karl Martin Reinthaler: Jephta und seine Tochter. cpo-Musikproduktion, Georgsmarienhütte 2004.
- Weihnachten im Bremer Dom. cpo-Musikproduktion, Georgsmarienhütte 2006.
- The Sacred Apocryphal Bach. Kantaten, Messen, Motetten. cpo-Musikproduktion, Georgsmarienhütte 1992–2012.